# André Borel
Pour les articles homonymes, voir Borel.
André Borel, est un homme politique français, né le 5 juillet 1935 à Oppède (Vaucluse).
Il est élu plusieurs fois député, dans la 2e circonscription de Vaucluse et fait partie du groupe PS de l'Assemblée nationale. Également conseiller général, élu du canton de Bonnieux pendant 25 ans, il a siégé au conseil général de Vaucluse avant de se retirer de la vie politique à la fin de son quatrième mandat (19 ans) de maire de Pertuis.

## Mandats

### Député
- 21 juin 1981 - 1er avril 1986 : Député de la 2e circonscription de Vaucluse pour la VIIe législature.
- 2 avril 1986 - 14 mai 1988 : Député de Vaucluse[Note 1] pour la VIIIe législature.
- 12 juin 1988 - 1er avril 1993 : Député de la 2e circonscription de Vaucluse pour la IXe législature.
- 12 juin 1997 - 18 juin 2002 : Député de la 2e circonscription de Vaucluse pour la XIe législature.

### Conseiller général
- 30 septembre 1973 - 22 mars 1998 : conseiller général du Canton de Bonnieux

### Maire
- 19 mars 1989 - 16 mars 2008 : maire de Pertuis

## Pour approfondir